# سيث ديفيس
سيث ديفيس (بالإنجليزية: Seth Davis)‏ هو صحفي أمريكي، ولد في 1970 في كونيتيكت في الولايات المتحدة.